# Іван Луков
Іван Луков (болг. Иван Луков); нар. 22 серпня 1871, Габрово — пом. 17 квітня 1926, Софія) — болгарський військовик, генерал-лейтенант (1920). Начальник Генерального штабу болгарської армії.

## Освіта
Середню освіту здобув у гімназіях Габрово, Варни і Софії (1888). Закінчив Військове училище в Софії (1891), Вищі офіцерські курси в Софії (1897), Миколаївську академію Генерального штабу в Санкт-Петербурзі (1901), вивчав філософію в Сорбонні (Франція).

## Військова служба
- У 1891 служив в 20-му піхотному полку.
- У грудні 1891 був зарахований на флот.
- З серпня 1894 — завідувач зброєю в 8-му піхотному Приморському полку.
- У 1895-1897 навчався на Вищих офіцерських курсах в Софії.
- З 1897 — помічник командира роти в 15-му піхотному полку.
- У 1898-1901 навчався в Миколаївській академії Генерального штабу.
- 1 січня 1902 був зарахований до Генерального штабу і призначений молодшим ад'ютантом в штаб 6-ї піхотної дивізії.
- З 29 березня 1903 — офіцер з особливих доручень в мобілізаційному відділенні штабу армії.
- З 28 серпня 1903 — начальник штабу 2-ї бригади 4-ї піхотної дивізії.
- У 1904 — командир роти 8-го піхотного Приморського полку.
- У 1905 був членом делегації болгарського військового міністерства по маневрах у Франції.
- З 30 грудня 1905 — військовий аташе в Парижі.
- З 15 грудня 1907 — військовий аташе в Санкт-Петербурзі.
- З 18 жовтня 1908 — старший ад'ютант в штабі 8-ї Тунджанської піхотної дивізії.
- З 7 червня 1910 по вересень 1913 — начальник штабу 1-ї Софійської піхотної дивізії.
- У 1913 був членом болгарської делегації при укладенні перемир'я з Туреччиною, головою комісії з визначення післявоєнного кордону між Болгарією і Сербією.
- З 27 вересня 1913 — начальник Військового училища.
- З 9 березня 1914 — командир 38-го піхотного Одрінського полку.
- З травня 1915 — командир 2-ї бригади 3-ї піхотної дивізії.
- З червня 1915 — начальник штабу 3-ї військово-інспекційної області.
- З 7 вересня 1915 (після вступу Болгарії в Першу світову війну) — начальник оперативного відділу і помічник начальника штабу діючої армії.
- З 1 вересня 1916 — начальник штабу діючої армії. Звільнений з посади через конфлікт з союзниками Болгарії у війні.
- З 30 грудня 1917 — командувач 2-ю армією.
- 29 вересня 1918 разом з Андреєм Ляпчевим, був членом болгарської військової делегації при укладенні Солунського перемир'я.
- З 10 жовтня 1918 — начальник штабу армії.
- З 27 жовтня 1919 — в запасі.

## Звання
З 2 серпня 1891 — підпоручик.
З 2 серпня 1894 — поручик.
З 15 вересня 1900 — капітан.
З 19 вересня 1906 — майор.
З 22 вересня 1910 — підполковник.
З 1 вересня 1913 — полковник.
З травня 1917 — генерал-майор.
З 7 січня 1920 — генерал-лейтенант.